# 李述 (唐朝)
李述（740年代?—791年），唐朝皇子，是唐代宗的第四子，生母不详。
生年不详，从异母兄李邈和异母弟李迥的生年推测，当在746年至750年之间。大历十年（775年）二月，李述被他父亲唐代宗封为睦王，充岭南节度支度营田、五府经略观察处置等大使；但是不出阁。唐德宗时，在诸王最长，皇帝命他周行天下，求访沈太后，以李述为奉迎太后使，以工部尚书乔琳为副。贞元七年（791年），李述去世。二子：恭化郡王李谓，洪源郡王、太府卿李讽。

## 延伸阅读
[在维基数据编辑]
 《舊唐書·卷116》，出自刘昫《舊唐書》